# Падший (мини-сериал)
«Падший» (англ. Fallen) — американский фантастический мини-сериал, основанный на цикле книг «Падший» Томаса Снегорски. Сериал состоит из трёх частей.

## Сюжет

### Часть 1. Начало
В восемнадцатый день рождения с Аароном Корбетом начинают происходить странные вещи. У него появляются способности свободно общаться на любом языке, включая языки животных. В конце концов, падший ангел Иезекииль раскрывает, что Аарон является нефилимом, ребёнком человека и ангела. Но теперь Аарону необходимо защищать себя и свою семью от Сил — воинственных ангелов, посланных на Землю чтобы уничтожить «отвращения», то есть исполинов. Кроме того, Аарон узнаёт что он является не просто исполином, а Искупителем — уникальным исполином со способностью «искуплять» падших ангелов и возвращать их на небеса. Аарона вызывается защищать Камаил — бывший лидер Сил, верующий в древнее пророчество об Искупителе. После битвы с Силами, после которой Аарон искупляет Иезекииля, Аарон покидает свою приёмную семью и ступает на путь уготованный ему судьбой.

### Часть 2. Путешествие
Прошёл год. Аарон всё ещё путешествует по миру с Камаилом и своим псом Гейбриэлом, искупляя повстречавшихся падших ангелов и постоянно убегая от гнева Сил. Тем временем падшего ангела Азазеля освобождает из тысячелетнего заточения загадочная фигура, с условием что Азазель поможет Искупителю исполнить свою судьбу. Получив ранения в бою с Силами, Камаил направляется к Ариэль, падшему ангелу которая обладает способностью исцелять любые раны. Она также является лидером подпольной организации, защищающей исполинов и падших ангелов от Сил. Ариэль усыпляет Камаила чтобы исцелить его раны, предоставляя Аарону свободу действия. Аарон навещает университет неподалёку, где он встречает профессора Лукаса Грасича, который держит взаперти исполина. Исполином оказывается Вильма Родригес — бывшая одноклассница и романтический интерес Аарона. Аарон вызволяет Вильму, но выброс энергии привлекает Силы.
Камаил пытается защитить Аарона и Вильму от Мазарина, нового лидера Сил, и его солдат, но сам попадает в плен. Исполинов спасает Азазель, который также засёк выброс энергии. Азазель ведёт их под землю, утверждая что Камаил погиб.
В заброшенной церкви Мазарин пытает Камаила, пытаясь выведать местоположение Аарона. Камаил отчаянно пытается убедить Мазарина что Аарон является частью великого плана Творца, но Мазарин отказывается его слушать и, в наказание, отрезает крылья Камаила огненным мечом. Считая что Камаил мёртв, Аарон начинает сомневаться в своей судьбе. В ответ, Азазель рассказывает ему о человеке по-прозвищу Светоносный, который и является автором пророчества об Искупителе и который может направить Аарона на верный путь. По пути, они встречают падшего ангела Анане, которого смертельно ранили ангелы Мазарина. Понимая что Анане умрёт без его помощи, Аарон искупляет его, тем самым выдавая себя Силам. Но на этот раз Аарон решает драться, а не бежать.

### Часть 3. Судьба
В яростном бою, Аарон и Азазель побеждают Силы и заставляют Мазарина и его заместителя бежать. Вернувшись в церковь, Мазарин узнаёт, что Камаилу удалось бежать с помощью крысы. Камаил обращается к Ариэль за помощью. Аарон, Вильма, пёс Гавриил и Азазель забираются на гору, где находится храм Светоносного. Тем временем, Мазарину является архангел Михаил, который раскрывает, что если Мазарин желает остановить Азазеля, то ему необходимо на время забыть о вражде с Искупителем и встать с ним на одну сторону. Мазарин находит Камаила и Ариэль, он рассказывает им об Азазеле. Затем он, скрепя сердце, соглашается на временный союз, и четверо ангелов отправляются на поиски Аарона.
Аарон входит в храм несмотря на протесты Вильмы, которая предчувствует опасность. В храме Аарон встречается со Светоносным, который оказывается не только отцом Аарона, но и самим Люцифером — первым падшим и лидером Великого восстания против Творца.
Вильма посчитав, что Аарон слишком долго пробыл в храме, решает последовать за ним, но её останавливает Азазель. Он наводит её на мысль о том, кем на самом деле является Светоносный («Светоносный» по-латыни означает «Люцифер»). Вместе с Гавриилом Вильма входит в храм, но попадает в свой личный ад, в котором она опять находится в плену у профессора.
Люцифер пытается убедить Аарона искупить его, но Аарон отказывает ему, так как при прикосновении Люцифера видит жуткую картину будущего. Разгневанный Люцифер забирает Аарона в Ад, где лежат тела погибших грешников (преимущественно воинов) всех стран и эпох, и показывает ему Вильму, утверждая, что отпустит её, если Аарон позволит ему вернуться в Рай, чтобы окончательно победить Творца. Но покойный профессор жалеет Вильму и отпускает её, после чего Аарон понимает, что единственным истинным узником Ада является сам Люцифер. Перед храмом Мазарин и остальные ангелы вступают в бой с Азазелем. В конце концов Мазарину удаётся победить своего давнего врага, оглушив его ударом по голове. В Аду Аарон и Люцифер сражаются на огненных мечах. Аарону удаётся победить отца и низвергнуть его в преисподнюю. Он возвращается на Землю как раз вовремя, чтобы успеть искупить умирающего Камаила. Мазарин в конце концов понимает, что Искупитель является частью плана Творца, и соглашается перестать охотиться на нефилимов и падших ангелов. Азазель возвращается в место своего заточения, а Аарон, Вильма и Ариэль отправляются домой.

## В ролях
| Актёр                                | Роль                  |
| ------------------------------------ | --------------------- |
| Пол Уэсли / Paul Wesley              | Аарон Корбет          |
| Фернанда Андраде / Fernanda Andrade  | Вильма Родригес       |
| Рик Уорси / Rick Worthy              | Камаил                |
| Том Скерит                           | Иезекииль (Зик)       |
| Элизабет Лэки                        | Верхиэль              |
| Байрон Лоусон                        | Кушииль               |
| Даррен Скотт / Darren Scott          | Гавриил (голос)       |
| Ивана Миличевич / Ivana Milicevic    | Ариэль                |
| Раде Шербеджия / Rade Serbedzija     | доктор Лукас Грасич   |
| Хэл Озсан / Hal Ozsan                | Азазель               |
| Уилл Юн Ли / Will Yun Lee            | Мазарин               |
| Брайан Крэнстон / Bryan Cranston     | Люцифер / Светоносный |
| Моника Гандертон / Monique Ganderton | Сашель                |
| Натасия Мальте / Natassia Malthe     | Гадриэль              |
| Питер Уильямс / Peter Williams       | Колазонта             |